# Такоев, Сергей Керменович
Серге́й Керме́нович Тако́ев (осет. Тæкъоти Кермени фурт Сергей; род. 2 июня 1964, Дигора, Дигорский район, Северо-Осетинская АССР, РСФСР, СССР) — российский государственный деятель, кандидат экономических наук. Председатель Правительства Республики Северная Осетия — Алания (24 мая 2012 — 10 июня 2015). Племянник заместителя министра нефтяной промышленности СССР (1970—1984) Дзандара Такоева.

## Краткая биография
Родился 2 июня 1964 в Дигоре.
В 1986 году окончил экономический факультет Северо-Осетинского Государственного Университета им. К. Л. Хетагурова. Трудовую деятельность начал экономистом в администрациях Курска и Курской области.
С 1990 года — коммерческий директор фирмы «Курсквнешсервис», входившей в структуру Торгово-промышленной палаты СССР.
В 1992 году вернулся в Северную Осетию, занял должность заместителя председателя, затем председателя правления «Иркомбанка».
В 1998 году назначен заместителем председателя правительства Северной Осетии.
В 2003 году возглавил Национальный банк РСО-Алания.
C 2005 года возглавлял администрацию президента и правительства Северной Осетии.
В 1999—2006 годах c небольшими перерывами являлся президентом футбольного клуба «Алания».
В декабре 2006 года Сергей Такоев избран ректором Института цивилизации (Владикавказ).
С 30 декабря 2008 года — первый заместитель председателя правительства РСО—А.
С 24 июня 2010 года — снова занял должность руководителя администрации Главы РСО-Алания и Правительства РСО-Алания.
С 24 мая 2012 года — 10 июля 2015 года — председатель правительства РСО-А.
С 19 октября 2015 года — 1 декабря 2021 года генеральный директор ООО «Инжиниринговая компания „Технопромэкспорт“».
Сергей Такоев известен тем, что активно поддерживает талантливую молодежь Северной Осетии. Благодаря политику DJ M.E.G. получил популярность всей России. Кроме того, Сергей Керменович нередко оплачивал лечение тяжелобольным, которые обращались за помощью к премьер-министру.
С 7 ноября 2008 года является президентом региональной общественной организации «Федерация тхэквондо республики Северная Осетия-Алания».

## Преследование со стороны правоохранителей
1-3 сентября 2004 года произошел Террористический акт в Беслане, с целью проведения расследования причин теракта в республику прибывает заместитель генерального прокурора РФ Владимир Колесников
Внимание господина Колесникова привлекла деятельность ФК «Алания». В результате расследования футбольный клуб «Алания» был лишен профессионального статуса, а несколько лиц из числа руководства республики и клуба, в том числе и Сергей Такоев, оказались на скамье подсудимых.
Наблюдатели связывали «дело Такоева» с его содействием членам общественной организации «Матери Беслана».
Судебное разбирательство в отношении Сергея Такоева продолжалось несколько лет и было окончено в 2010 году, когда суд признал все предъявленные обвинения несостоятельными, а Такоев был оправдан по всем пунктам обвинения. Суд также оставил за ним право на реабилитацию со стороны органов МВД России и Генеральной Прокуратуры РФ.
В августе 2021 года задержан правоохранительными органами в рамках расследуемого СК России уголовного дела о растрате денежных средств бюджета Республики Северная Осетия-Алания в особо крупном размере (ч. 4 ст.160 УК РФ).

## Покушение на убийство
27 января 2008 года между 15:00 и 16:00 в центре Владикавказа на Такоева было совершено покушение.
Такоев попросил своего водителя остановить машину возле киоска, чтобы купить газеты. Как только чиновник вышел из автомобиля, прозвучали два негромких хлопка, и Такоев упал. Водитель затащил тяжело раненого Такоева в машину и быстро доставил его в больницу. Скорее всего это и спасло жизнь чиновнику. Одна пуля прошла навылет и не задела жизненно важные органы, а вот вторая калибра 7,62 мм попала в живот.
Милиция искала свидетелей преступления и проверила записи с видеокамер, которые в достаточном количестве установлены на центральной площади осетинской столицы. На тот момент следствие результатов не дало. Не были установлены ни личности нападавших, ни вообще их количество, ни тип оружия, из которого стреляли. Никто из свидетелей, ни сам Такоев не видел киллеров. Непонятно было, откуда стреляли. После покушения никто никуда не убегал. Было такое впечатление, что выстрелы были с большого расстояния из оружия с глушителем.
В 2009 году в Северной Осетии была ликвидирована банда Аслана Гагиева, которая, как впоследствии было установлено, была причастна к покушению на Такоева. Заказчика убийства установить не удалось.